# スドグダ
座標: 北緯55度57分09秒 東経40度51分33秒 / 北緯55.9525度 東経40.8592度

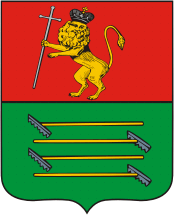
スドグダの紋章

スドグダ（ロシア語: Су́догда, 英語: Sudogda）はロシア・ヴラジーミル州の中部にある都市。メシュチョラ低地を流れるスドグダ川（クリャージマ川の右支流）の左岸に位置する。州都ウラジーミルからは南東へ40km。人口は13,328人（2002年国勢調査）。

## 歴史

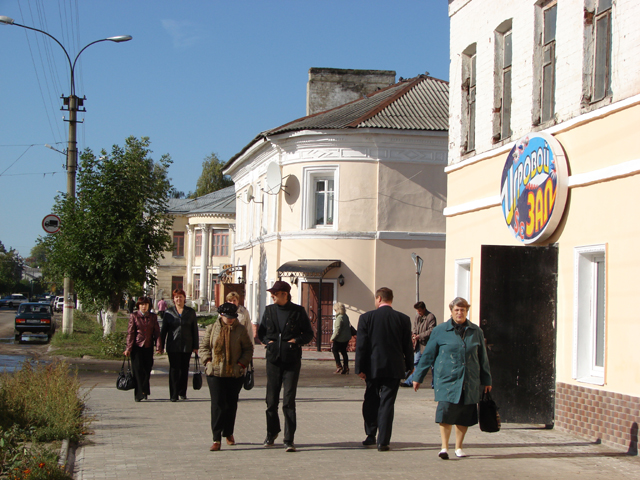
スドグダの中心地

かつては商人などが住む集落（スロボダ）であり、17世紀初期の文書にはスドゴドスカヤ（Судогодская）・スロボダの名で登場する。後に、単にスドグダと呼ばれるようになった。地名の由来はこの町の傍を流れるスドグダ川で、この川の名は先住民のフィン・ウゴル系の言葉に由来する。
1778年に人口の少なさにもかかわらず市の地位を得ている。同時に郡の行政中心地にもなった。1788年には都市計画も施行された。
1806年と1838年には大火で大きな被害を受けたが、19世紀後半のロシアの工業化がこの地にも及び、1879年には織物工場が、1897年にはガラス瓶工場が開業した。

## 文化
スドグダには1814年に建てられたエカテリニンスキー聖堂（Екатерининский собор）、1870年に建てられたアレクサンドル・ネフスキー聖堂（церковь Александра Невского）がある。また博物館もある。

## 産業と交通
主な企業には、もと瓶工場だった建物を使った毛織物工場がある。繊維、家具、食品などの工場もある。
スドグダには、全長46kmの貨物線の終点がある。この鉄道は東へ伸び、コヴロフとムーロムを結ぶ鉄道に接続している。ウラジーミルからムーロムを経てアルザマスへ向かう国道72号線が街を通る。